# Liacarus bidentatus
Liacarus bidentatus är en kvalsterart som beskrevs av Ewing 1918. Liacarus bidentatus ingår i släktet Liacarus och familjen Liacaridae. Inga underarter finns listade i Catalogue of Life.